# HSG성동조선
HSG성동조선(HSG成東造船)은 경상남도 통영시에 위치한 대한민국의 조선해양회사이다. 육상건조기술에 특화되어 있으며 영국 클락슨 자료 기준 세계 Top10에 꾸준히 랭크 하였다. 하지만, 최근 조선업 불황으로 인하여, 2018년 기준 수주잔량이 0이 되었다. 그리고 3월 기준으로 법정관리 업체가 되었다.

## 주요사업
- 선박건조·수리개조 및 수리업

## 연혁
- 2001년 - 성동조선해양(주) 설립
- 2004년 8월 - 첫 호선 수주(MARMARAS 9만2천톤급 벌크선 8척)
- 2005년 9월 - S1001(1호선) Steel Cutting
- 2006년 3월 - 9백톤급 골리앗크레인, 3만TLC 플로팅독 자체 제작 및 가동 
 세계 최초 GTS(Gripper-Jacks Translift System) 공법 개발

- 2006년 5월 - 선박 종(縱)진수 세계 최단 기록(5시간) 달성
- 2007년 2월 - 수주잔량대비 DWT 기준 세계 5위(클락슨 리포트)
- 2008년 1월 - 기술연구소 설립 
 사이드시프팅(Side Shifting) 공법 개발

- 2008년 4월 - 로이드 선급협회로부터 선체구조인증 획득
- 2008년 7월 - 선박 종(縱)진수 세계 최단 기록 경신(3시간)
- 2008년 12월 - 육상건조 사상 세계 최대 벌크선(17만톤급) 진수
- 2009년 4월 - 육상건조 사상 세계 최초 컨테이너선(6천5백TEU급) 진수
- 2009년 4월 - 생산연구소 설립
- 2009년 8월 - 8만TLC 플로팅독 자체 제작 및 가동
- 2009년 11월 - 10억불 수출의 탑 수상
- 2009년 12월 - Capesize급 벌크선 인도실적 및 수주잔량 세계 1위 랭크(클락슨 리포트)
- 2010년 2월 - 2009 올해의 선박 선정(113,000dwt 정유운반선) 
 그리스 아테네 영업지사 개소

- 2010년 5월 - 육상건조 사상 세계 최대 벌크선 진수 기록 경신(18만톤급)
- 2010년 12월 - 고용창출 100대 우수기업 대통령 표창
- 2011년 3월 - 해양플랜트 시장 진출
- 2011년 5월 - 육상건조 선박 100척 인도 달성
- 2011년 7월 - 대한민국 정부방위산업체로 지정
- 2011년 9월 - GTS공법 국제특허 획득
- 2011년 12월 - 20억불 수출의 탑 수상 
 2년 연속 고용창출 100대 우수기업 대통령 표창

- 2012년 2월 - 2011 올해의 선박 선정(180,000dwt 벌크선, 158,000dwt 원유운반선)
- 2012년 3월 - 성동마리아차코스어린이집 개원
- 2012년 4월 - 셀프드라이빙보기 시스템 개발
- 2012년 5월 - 선박 종(縱)진수 세계 최단 기록 경신(2시간)
- 2012년 12월 - 농림수산식품부장관상 수상(참치선망선)
- 2013년 2월 - 네트워크디지털용접시스템 개발
- 2013년 2월 - 2012 올해의 선박 선정(350,000bbls FSO, 8,800teu 컨테이너선, 75,000dwt 정유운반선, 82,000dwt 벌크선, 80m 참치선망선)
- 2013년 7월 - 외국인근로자지원센터 개소
- 2014년 2월 - 2013 올해의 선박 선정(3,600teu 컨테이너선, 157,000dwt 셔틀탱커)
- 2014년 4월 - 한국조선해양플랜트협회 회원사 가입 
 LR2 탱커 수주잔량 세계 1위(클락슨 리포트)

- 2014년 11월 - 용접자격시험센터 개소
- 2015년 2월 - 2014 올해의 선박 선정(180,000dwt 벌크선)
- 2015년 8월 - 삼성중공업ㆍ수출입은행과 경영협력협약 체결
- 2015년 9월 - 선박 인도 200척 달성
- 2014년 12월 - 희망퇴직 실시
- 2016년 8월 - 희망퇴직 실시
- 2016년 12월 - 희망퇴직 실시
- 2018년 3월 - 법정관리 신청 및 실사

## 참조
- 中·日에 밀리는 한국 조선소…세계 20위권 7곳→5곳 2016-10-16 연합뉴스
- 성동조선해양, 정부지원 사각지대에서 생존 안간힘 2017-04-20 비지니스포스트
- 성동조선, STX조선 "RG발급 늦어져 수주 무산 위기" 2017-05-19 프레시안
- "성동조선 불공정 하도급거래로 협력업체 파탄" 2017-05-31 연합뉴스